# Maria Antònia Salvà
Maria Antònia Salvà i Ripoll (Palma de Mallorca, 1869-Lluchmayor, 1958) fue una poetisa española, hermana de Antoni Salvà i Ripoll. Fue la primera poeta en catalán.

## Biografía
Era la tercera y última hija de Francesc Salvà de sa Llapassa i Salvà y de Maria Josepa Ripoll i Palou, huérfana de madre desde bebé, su padre, que ejercía de abogado, la confió a unas tías a Lluchmayor, donde residió hasta sus seis años. Después pasó al lado de su padre en Palma, e hizo sus estudios en el Colegio de la Pureza. A los dieciséis años volvió a Lluchmayor, a la Posada de sa Llapassa (calle Rey Jaime I), donde residió casi toda su vida, con buenas temporadas en el campo, en la posesión solariega de la Llapassa o sa Llapassa.

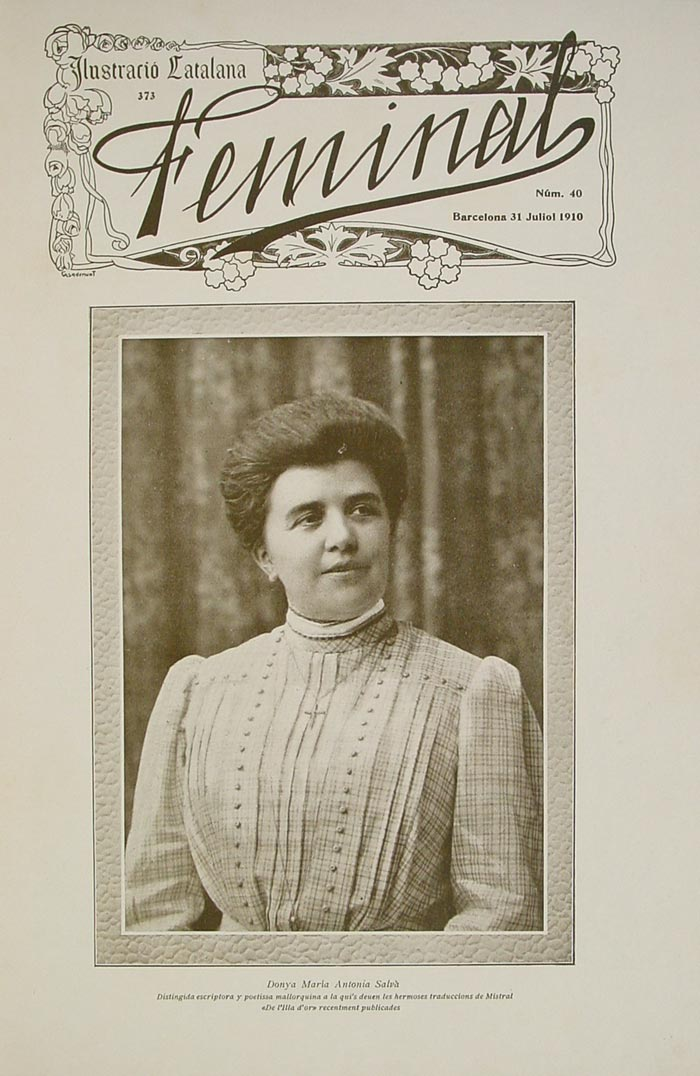
Maria Antònia Salvà en Feminal

Llevó siempre una vida sedentaria, pero en el año 1907 pudo realizar, en compañía de Miquel Costa i Llobera, un viaje por el Mediterráneo (visitaron: Atenas, Constantinopla, Patmos, Rodas, Chipre, Beirut, Haifa, Jerusalén, Belén, Jericó, Puerto Saíd, El Cairo, y Roma) en el que se consolidó una fuerte amistad. También hizo amistad con Miquel Ferrà, y Josep Carner, que devendrían en sus guías y mentores literarios. En 1903, fue premiada en el Certamen Literario de les Fires i Festes de Palma por su poema Joc de nins.

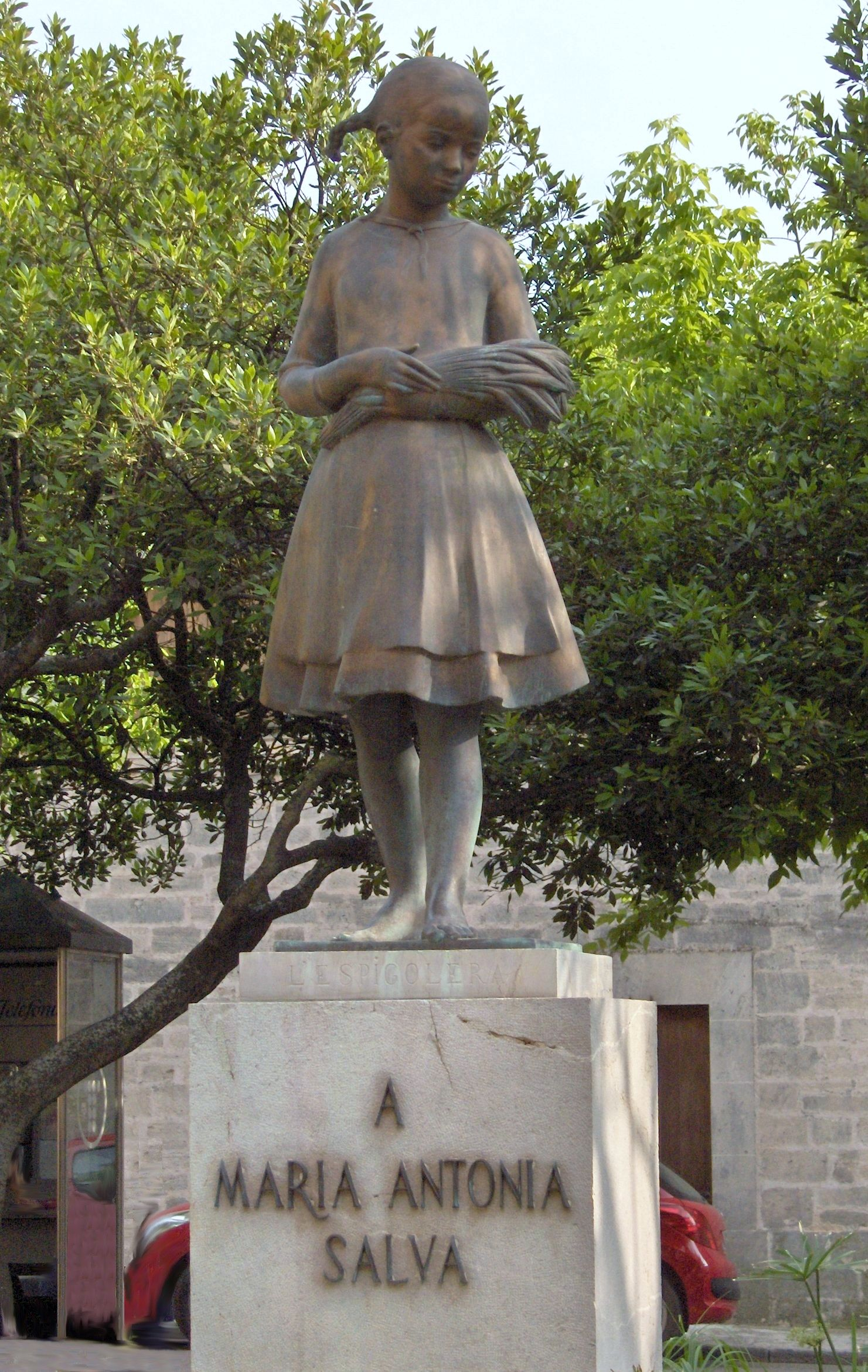
S'Espigolera. Monumento a Mª Antònia Salvà, situado en la plaza del Convento de San Buenaventura de Lluchmayor (Mallorca)

Además de su obra original, su faceta de traductora fue destacable: tradujo obras de Frederic Mistral (Les illes d'or, y Mireia), de Francis Jammes (Les Geòrgiques cristianes ), de Alessandro Manzoni (Els promesos), y de Santa Teresa del Niño Jesús.
Sus exequias en Lluchmayor, en el año 1958 fueron una gran manifestación de dolor popular.

## Obra
Su obra se centra especialmente en el paisaje. Josep Carner publicó en 1957 una extensa Antología poética sobre la autora, precedida de un importante estudio crítico sobre su obra.
- Jocs de nins (1903)

- Poesies (1910) reimpreso por Publicacions de l'Abadia de Montserrat. Ilustró Pavla Reznícková. 24 pp. ISBN 84-7826-106-0, ISBN 978-84-7826-106-2 (1990)

- Espigues en flor (1926)

- La rosa dins la neu (1931) (Juegos Florales de Barcelona, 1.er áccesit en la Englantina de oro)

- Mistral (1932) (Jocs Florals de Barcelona)[4]

- De cara al pervindre. Mireio (1932) (Jocs Florals de Barcelona)[5]

- El retorn (1934) 2.ª edición de Moll, 176 pp. ISBN 84-273-0136-7, ISBN 978-84-273-0136-8 (1981)

- Llepolies i joguines. Ilustrada con xilogafías de Pedro Quetglas Ferrer "Xam" (1946).

- Cel d'horabaixa (1948)

- Lluneta del pagès (1952)

- Entre el record i l'enyorança (1955), prosa autobiográfica

- D'un cactus. Ilustró Francesc Artigau i Seguí. Editor CRUÏLLA. 16 pp. ISBN 84-661-1121-2, ISBN 978-84-661-1121-8 (2005)